# Álvaro de Castro
Álvaro Xavier de Castro (Guarda, 9 novembre 1878 – Coimbra, 29 giugno 1928) è stato un politico portoghese, primo ministro dal 20 al 30 novembre 1920 e dal 18 dicembre 1923 al 6 luglio 1924.
Dopo aver fatto parte della giunta costituzionale che governò il Portogallo nel 1915, fu governatore generale del Mozambico tra il 1915 al 1918.
Fu tra i protagonisti del tentativo di golpe dell'11 gennaio 1919, ordito in seguito all'omicidio di Sidónio Pais.